# Loupita
Loupita är ett studioalbum av Kristofer Åström, utgivet 2004. Albumet är hans första utan kompbandet Hidden Truck. På skivan medverkar även Britta Persson och Mattias Friberg från bandet Logh. Illustrationerna är gjorda av Johanna Färjhage. Låten "The Wild" släpptes även som singel.

## Låtlista
Där inte annat anges är låtarna skrivna av Kristofer Åström.
1. "Loupita #3" – 2:39
2. "Devil" – 3:27
3. "Idiot Talk" – 3:31
4. "The Wild" – 3:48
5. "I Am Not the Case" – 4:01
6. "Loupita #2" – 2:36
7. "Spinning" – 4:17
8. "Will Go On" – 3:32
9. "I Collect Knives" – 3:13 (Mattias Friberg)
10. "Walpurgis Night" – 3:48
11. "Better with the Night" – 2:51
12. "Loupita #1" – 4:00
13. "Just Another Lovesong" – 3:09

## Personal
- Mattias Friberg - medverkande musiker
- Johanna Färjhage - illustrationer
- Micke Herrström - inspelning (spår 1-5, 7-13)
- Henrik Jonsson - mastering
- Britta Persson - medverkande musiker
- Kristofer Åström - medverkande musiker, inspelning (spår 6), konvolut
- Henrik Walse - konvolut

## Mottagande
Loupita snittar på 3,5/5 på Kritiker.se, baserat på fem recensioner.

## Listplaceringar
| Lista (2004) | Topplacering |
| ------------ | ------------ |
| Sverige      | 29           |